# Carl Rosenblad (1854–1926)
För andra betydelser, se Carl Rosenblad (olika betydelser).
Carl Rosenblad, född den 8 juni 1854 i Stockholm, död där den 11 juli 1926, var en svensk friherre, militär och skriftställare, sonson till Elof Rosenblad.

## Biografi
Rosenblad blev 1874 underlöjtnant vid Livgardet till häst, där han 1898 befordrades till överstelöjtnant. Han var 1904–1914 överste och sekundchef för Livregementets dragoner och kvarstod till strax före sin död som överste i 5:e arméfördelningens reserv. Han var från 1915 den siste kommendanten för Stockholms garnison. 1925 befordrades Rosenblad till generalmajor. Åren 1906–1915 var han ledamot av Krigshovrätten. Sedan 1917 var han ledamot av Krigsvetenskapsakademien. Rosenblad nedlade ett målmedvetet och framgångsrikt arbete på främjandet av allmänna kulturella uppgifter, framför allt sådana, som rörde Stockholm. Sålunda var han ordförande i styrelsen för Svenska flaggans dag och (sedan 1916) "ålderman" i Stockholmsgillet. Han skrev Krigsberedskap och folkanda (1917) samt ett stort antal uppsatser i tidskrifter och dagspressen, på ett spirituellt sätt avhandlande militära frågor, särskilt försvarsfrågan, samt sociala och kulturella spörsmål. Han var under åren 1909–1926 ordförande i Militärsällskapet i Stockholm.
Hans bild tecknades vid hans bortgång på följande sätt: "Med general Rosenblad bortgick en av sin tids mest kända och populära stockholmare. I huvudstadens liv var han vorden en institution, snart sagt, och få ting av någon vikt det må nu ha gällt en officiell tillställning, en försvarsdiskussion eller en konstdebatt – kunde försiggå utan att kommendanten var med. R. var en stridbar natur, som oförfärat ställde sig i främsta stridslinjen mot det han ville bekämpa, liksom han med samma glada mod gick i bräschen för allt, som vunnit hans hjärta. Han var en utomordentlig skribent, varom otaliga bidrag till Svenska Dagbladet bära vittne, och hans stil var liksom han själv starkt personlig, präglad av barsk humor, målande, träffande och, där så behövdes, pepprad, saltad, svidande. Särskilt hans inlägg i försvarsfrågan karakteriserades jämte sin övertygande kraft och sin sakkunskap av de sistnämnda egenskaperna och gjorde kommendanten till en fruktad om än städse ärad motståndare. Varm fosterlandsvän, kunnig och intresserad militär utförde R. ett aldrig slappnande upplysningsarbete i landets försvarsfråga. Eljest spände hans intressen som sagt över vida områden. I sina samtidas minne kommer kommendanten Rosenblad kanske framför allt att stå som den vakne, nitiske och orädde vårdaren av Stockholms skönhetsvärden." Carl Rosenblad är begravd på Solna kyrkogård.

## Utmärkelser

### Svenska utmärkelser
- Kommendör av första klssen av Svärdsorden, 6 juni 1911.[2]
- Kommendör av första klassen av Nordstjärneorden, 6 juni 1923.[3]

### Utländska utmärkelser
- Storofficer av Italienska kronorden, senast 1915.[4]
- Storofficer av Nederländska Oranien-Nassauorden, 4 september 1922.[5][6][7]
- Kommendör av första klassen av Badiska Zähringer Löwenorden, senast 1915.[4]
- Kommendör av första klassen av Finlands Vita Ros’ orden, tidigast 1918 och senast 1921.[6][8]
- Kommendör av första klassen av Norska Sankt Olavs orden, tidigast 1918 och senast 1921.[6][8]
- Riddare av andra klassen med kraschan av Ryska Sankt Stanislausorden, senast 1915.[4]
- Kommendör av första klassen av Brittiska Victoriaorden, 5 maj 1908.[9]
- Riddare av andra klassen av Preussiska Röda örns orden, senast 1915.[4]